# Modigliani (film, 2004)
Pour les articles homonymes, voir Modigliani (homonymie).
Pour plus de détails, voir Fiche technique et Distribution.
Modigliani est un film américain de Mick Davis, sorti en France en 2004. Le film est basé sur la vie du peintre italien Amedeo Modigliani. Les vedettes du film sont Andy Garcia (Amedeo Modigliani) et Elsa Zylberstein (Jeanne Hébuterne). Le film est biographique, mais il contient beaucoup d'éléments fictifs. Le film se concentre sur l'histoire d'amour interdite et tragique de Modigliani et Hébuterne mais en même temps il transporte le spectateur vers le début des années 1900 à Paris et son milieu artistique, où la compétition est féroce.

## Synopsis
Le film se situe à Paris en 1919. Ardent et talentueux, Amedeo Modigliani essaye de se faire une place parmi la crème de la crème artistique. Le principal rival de Modigliani est Pablo Picasso. 
En plus de Modigliani et Picasso, d'autres artistes vivent à Paris tels que Maurice Utrillo et Chaïm Soutine, des amis de Modigliani.
Modigliani tombe amoureux de Jeanne Hébuterne, qui tombe bientôt enceinte. Les parents de Jeanne n'acceptent pas Modigliani comme le père de l'enfant parce que Modigliani est juif.  Modigliani essaye de connaître le succès grâce à ses peintures, non seulement pour lui-même, mais aussi pour son enfant. 
Le film culmine lors du concours de peinture, suivi par tous les artistes de Paris, de Picasso à Diego Rivera. Finalement Modigliani gagne le concours avec un portrait de Jeanne. Modigliani n'est pas présent pour savourer sa victoire parce qu'il s’occupe en même temps des papiers de mariage pour lui et Jeanne à l'hôtel de ville. Après avoir accompli ces formalités, Modigliani visite une taverne. Après en être sorti, il est violemment maltraité.
La vie de Modigliani a été éclipsée par sa dépendance à l'alcool et à l'opium. Le film se termine sombrement : Modigliani meurt à la suite de l'agression et de l'abus narcotique. Il n'a que 35 ans. Le lendemain, Jeanne Hébuterne se suicide en sautant d'un balcon.
Le film montre aussi des moments de l'enfance de Modigliani en Italie.

## Fiche technique
- Titre : Modigliani
- Réalisation : Mick Davis
- Scénario : Mick Davis
- Genre : Biographie/Drame
- Directeur de la photographie : Emmanuel Kadosh
- Musique : Guy Farley
- Langues de tournage : anglais français
- Format : couleur
- Durée : 114 minutes
- Date de sortie : 
  - France : 29 septembre 2004
- Production : Lucky 7 Productions LLC
- Musique : Sasha Lazard, Giulio Caccini, James Ide, Dale Wardlaw
- Tournage :  Plus de 50 lieux de tournage, la majeure partie en décors réels. Les décors du studio de Modigliani, la rue de Montparnasse avec la cité « La Rotonde » ont été reconstruits  en Roumanie.

## Distribution
- Andy García (VF : Julien Kramer) : Amedeo Modigliani
- Elsa Zylberstein : Jeanne Hébuterne
- Omid Djalili : Pablo Picasso
- Hippolyte Girardot : Maurice Utrillo
- Eva Herzigová : Olga Picasso
- Udo Kier : Max Jacob
- Susie Amy : Beatrice Hastings
- Peter Capaldi : Jean Cocteau
- Louis Hilyer : Léopold Zborowski
- Stevan Rimkus : Chaïm Soutine
- Dan Astileanu : Diego Rivera
- George Ivașcu : Moïse Kisling
- Michelle Newell : Eudoxie Hébuterne
- Frederico Ambrosino : Le petit Dedo
- Miriam Margolyes : Gertrude Stein
- Lance Henriksen : Randolf Herst
- Béatrice Chiriac : Frida Kahlo

## Anecdotes
- Plusieurs véhicules qui apparaissent dans le film datent d'après 1920
- Des scènes ont été tournées dans les studios Mediapro Pictures qui servaient déjà sous Nicolae Ceaușescu pour la propagande.
- Anachronismes : 
  - On entend, à la radio, La Vie en rose d'Édith Piaf (née en 1915) qui fut écrite en 1942. Un accordéon joue la musique de "Johnny tu n'es pas un ange", composée en 1937.
  - Dans une scène de retour en 1892, on voit une prise de courant (vers 1904).
  - Frida Kahlo, femme de Diego Rivera apparait en adulte vers 1920 alors qu'elle naquit en 1907.
- Le tableau pseudo cubiste « Portrait de Modigliani » par Picasso n'existe pas.
- Le dernier tableau de Modigliani existe lui, mais sous le nom « Jeanne au collier ».
- En 1918-1925, Picasso était mince, presque maigre (voir ses autoportraits et les photos d'époque)